# مقیاس بوفورت
مقیاس بوفورت (به انگلیسی: Beaufort scale) مقیاس تجربی سرعت باد است که توسط دریانوردان سنجیده می‌شود. این برآورد سرعت اولین بار به‌صورت نوشتاری، توسط سِر فرانسیس بوفورت، دریانورد و آب‌نگار ایرلندی بیان شده‌است.

## سابقه
گفته می‌شود مقیاس تجربی سرعت باد در دریا از سال‌های قبل توسط دریانوردان تعیین و به‌کار برده می‌شد، ولی بوفورت مقیاس خود را در سال ۱۸۰۵ بیان کرد و در سال ۱۸۰۷ آن را تغیر داد و سرعت و شدت باد را به ۱۳ قسمت (۰–۱۲) تقسیم کرد. درجهٔ صفر آن را «آرام» نام نهاد و درجهٔ دوازده «توفند» نام گرفت.
مقیاس بوفورت یک بار در سال ۱۸۷۴ و یک بار در سال ۱۹۰۳ تغییر داده شد و در این سال از روی فرمولِ (V = 1.87 x square root (B3 محاسبه می‌شد که B معادل عددیِ مقیاس بوفورت و V سرعت باد برحسب مایل بر ساعت در ۳۰ فوتیِ سطح دریا بود.